# Entengrabenstraße 2 (Esslingen)

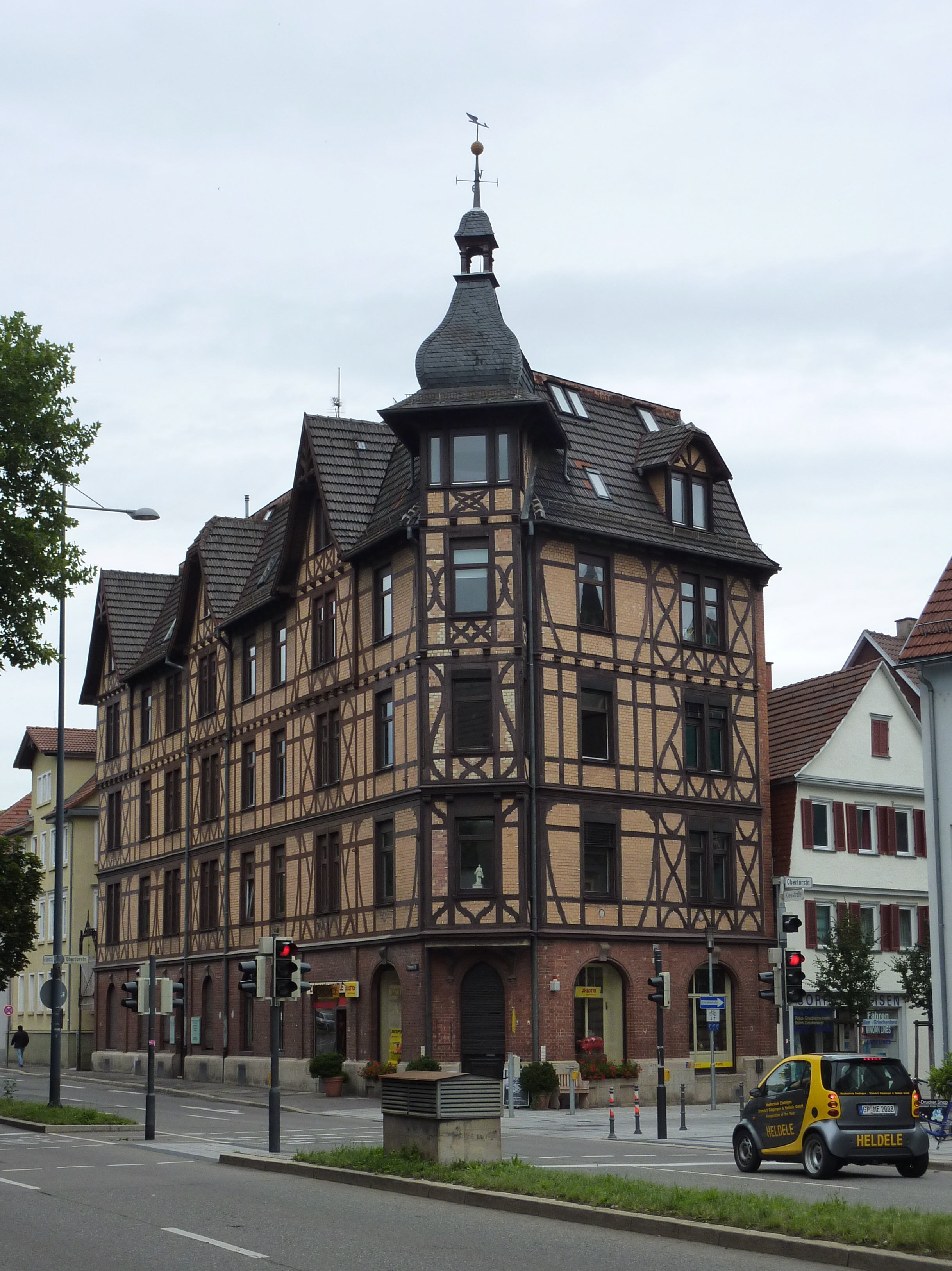
Entengrabenstraße 2

Das Haus Entengrabenstraße 2 in Esslingen am Neckar ist ein Wohn- und Geschäftshaus aus dem 19. Jahrhundert.

## Geschichte
Das Gebäude an der Ecke zur Obertorstraße wurde von Hermann Falch für den Kaufmann Ernst Eberspächer geplant und 1898 errichtet. Das Walmdachgebäude besitzt vier Stockwerke. Während das Erdgeschoss, das auf einem Sockel aus Kunststein ruht, in Sichtziegelmauerweise gebaut ist, bestehen die übrigen Stockwerke aus Sichtfachwerk mit Ziegelausfachung. Die drei Zwerchgiebel sind zur Entengrabenstraße hin ausgerichtet. An der Ecke zur Obertorstraße besitzt das Bauwerk einen Eckerker mit Helmbekrönung. Im Erdgeschoss befindet sich an dieser Gebäudeecke der Eingang zum einstigen Kontor der ersten Esslinger Privatbank. Diese Geschäftsräume sind mit Deckenmalereien und gusseisernen Säulen geschmückt.